# Jorge Kurchan
Jorge Kurchan (né le 4 septembre 1959 à Buenos Aires) est un physicien italo-argentin, spécialiste de physique statistique. Il est directeur de recherche CNRS au Laboratoire de physique de l'École normale supérieure. Il a codirigé l'Institut Henri-Poincaré de 2010 à 2013.

## Biographie
Jorge Kurchan fait un doctorat en physique à l'université de Buenos Aires, sous la direction de D.R. Bes, qu'il soutient en 1989. Il poursuit ses recherches à l'Institut Weizmann en 1990 puis à l'université de Rome de 1991 à 1994. Il est nommé chercheur associé au laboratoire de physique théorique de l'ENS Lyon puis rejoint le laboratoire de physique et mécanique des milieux hétérogènes de l'ESPCI ParisTech en 1996 en qualité de directeur de recherche au CNRS. En 2014, il devient directeur du Laboratoire de physique statistique de l’École normale supérieure qu'il dirige jusqu'en 2018. Jorge Kurchan est un théoricien des systèmes désordonnés et des systèmes hors équilibre. De 2010 à 2013, il a codirigé l’Institut Henri-Poincaré avec le lauréat 2010 de la médaille Fields, Cédric Villani. Jorge Kurchan est éditeur des journaux scientifiques Europhysics Letters et Journal of Statistical Physics.

## Travaux
- Théorème de fluctuation-dissipation pour les systèmes hors-équilibre : les travaux de Jorge Kurchan sur la dynamique des verres de spin ont conduit à une généralisation du théorème de fluctuation-dissipation pour les systèmes hors d’équilibre, qui fait apparaître une température effective pour les degrés de liberté lents.
- Généralisation de la théorie d'Edwards et du théorème de Gallavotti-Cohen : Jorge Kurchan a généralisé la théorie du physicien Sam Edwards au milieu granulaire[2] et le théorème de Gallavotti-Cohen aux systèmes soumis à une dynamique stochastique[3].

## Distinctions
Jorge Kurchan est lauréat du prix Paul Langevin de la SFP en 2002 et du Prix Servant de l'Académie des sciences en 2005 et le Prix Onsager de l'American Physical Society en 2025.